# Cúp FA Hàn Quốc 2017
Cúp FA Hàn Quốc 2017, hay Cúp FA KEB Hana Bank vì lý do tài trợ, là mùa giải thứ 22 của Cúp FA Hàn Quốc. Đội vô địch Ulsan Hyundai giành quyền tham dự vòng bảng AFC Champions League 2018. Trong mùa giải này, hệ thống video hỗ trợ trọng tài (VAR) được sử dụng trong trận Bán kết và Chung kết.

## Kết quả

### Vòng Sơ loại
Vòng Sơ loại gồm 3 vòng đấu.

#### Vòng Một
| 11 tháng 3 năm 2017 | Đại học Hongik | 5–1 | Nexen Tire |  |
| 12:00 (UTC+9)       |                |     |            |  |

| 11 tháng 3 năm 2017 | Đại học Cheongju | 5–0 | Jeju City | Sân vận động bóng đá Đại học Cheongju |
| 14:00 (UTC+9)       |                  |     |           |                                       |

| 11 tháng 3 năm 2017 | Jesus Hospital FC | 3–2 (s.h.p.) | Kyungshin Cable |  |
| 14:00 (UTC+9)       |                   |              |                 |  |

| 11 tháng 3 năm 2017 | FC Uijeongbu | 2–5 | Jungnang Chorus Mustang | Sân vận động Uijeongbu, Uijeongbu |
| 14:00 (UTC+9)       |              |     |                         |                                   |

| 11 tháng 3 năm 2017 | Đại học Quốc gia Pukyong | 3–0 | SK Hynix |  |
| 14:00 (UTC+9)       |                          |     |          |  |

| 11 tháng 3 năm 2017 | Đại học Honam | 1–0 | Buyeo FC |  |
| 14:00 (UTC+9)       |               |     |          |  |

| 11 tháng 3 năm 2017 | Đại học Ajou | 2–1 | Đại học Jeonju |  |
| 14:00 (UTC+9)       |              |     |                |  |

| 11 tháng 3 năm 2017 | Siheung City FC | 0–1 | Đại học Soongsil |  |
| 14:00 (UTC+9)       |                 |     |                  |  |

| 11 tháng 3 năm 2017 | Mokpo Christian Hospital | 0–1 | Đại học Chung-Ang |  |
| 14:00 (UTC+9)       |                          |     |                   |  |

| 11 tháng 3 năm 2017 | Hankook Tire | 0–2 | Đại học Quốc gia Incheon |  |
| 14:00 (UTC+9)       |              |     |                          |  |

| 11 tháng 3 năm 2017 | Pyeongchang FC | 0–1 | Đại học Hanyang |  |
| 14:00 (UTC+9)       |                |     |                 |  |

| 11 tháng 3 năm 2017 | Seoul United FC | 0–2 | Đại học Pai Chai | Sân vận động Hyochang, Seoul |
| 15:00 (UTC+9)       |                 |     |                  |                              |

| 11 tháng 3 năm 2017 | Busan FC | 2–3 | Đại học Gwangju |  |
| 15:00 (UTC+9)       |          |     |                 |  |

| 11 tháng 3 năm 2017 | Yuhan Chemicals | 3–2 | Korea Fuji Xerox |  |
| 15:00 (UTC+9)       |                 |     |                  |  |

| 11 tháng 3 năm 2017 | SMC Engineering | 1–0 | Đại học Dankook |  |
| 15:00 (UTC+9)       |                 |     |                 |  |

| 11 tháng 3 năm 2017 | Goyang Citizen FC | 2–3 | Catholic Kwandong University |  |
| 17:00 (UTC+9)       |                   |     |                              |  |

| 12 tháng 3 năm 2017 | Pyeongtake City FC | 5–2 | Sejong Industrial |  |
| 14:00 (UTC+9)       |                    |     |                   |  |

#### Vòng Hai
| 18 tháng 3 năm 2017 | Đại học Cheongju | 0–0 (s.h.p.) (7–8 p) | Đại học Chung-Ang |  |
| 14:00 (UTC+9)       |                  |                      |                   |  |

| 18 tháng 3 năm 2017 | Đại học Quốc gia Incheon | 2–1 | Đại học Kyonggi |  |
| 14:00 (UTC+9)       |                          |     |                 |  |

| 18 tháng 3 năm 2017 | Icheon Citizen FC | 0–1 | Paju Citizen FC |  |
| 15:00 (UTC+9)       |                   |     |                 |  |

| 18 tháng 3 năm 2017 | Đại học Yeungnam | 1–1 (s.h.p.) (4–2 p) | Đại học Công giáo Kwandong |  |
| 14:00 (UTC+9)       |                  |                      |                            |  |

| 18 tháng 3 năm 2017 | Đại học Hongik | 2–0 | Đại học Chosun |  |
| 12:00 (UTC+9)       |                |     |                |  |

| 18 tháng 3 năm 2017 | Jungnang Chorus Mustang | 0–1 | Đại học Hanyang |  |
| 13:00 (UTC+9)       |                         |     |                 |  |

| 18 tháng 3 năm 2017 | Đại học Hàn Quốc | 5–0 | Yuhan Chemicals |  |
| 14:00 (UTC+9)       |                  |     |                 |  |

| 18 tháng 3 năm 2017 | Hwaseong FC | 1–0 | Đại học Dongguk |  |
| 14:00 (UTC+9)       |             |     |                 |  |

| 18 tháng 3 năm 2017 | Pyeongtake City FC | 0–1 | Đại học Honam |  |
| 14:00 (UTC+9)       |                    |     |               |  |

| 18 tháng 3 năm 2017 | Đại học Ulsan | 0–3 | Đại học Yonsei |  |
| 15:00 (UTC+9)       |               |     |                |  |

| 18 tháng 3 năm 2017 | Đại học Songho | 0–4 | Đại học Ajou |  |
| 14:00 (UTC+9)       |                |     |              |  |

| 18 tháng 3 năm 2017 | Yangpyeong FC | 2–2 (s.h.p.) (5–4 p) | SMC Engineering |  |
| 14:00 (UTC+9)       |               |                      |                 |  |

| 18 tháng 3 năm 2017 | Đại học Soongsil | 2–2 (s.h.p.) (4–5 p) | Đại học Yong In |  |
| 14:00 (UTC+9)       |                  |                      |                 |  |

| 18 tháng 3 năm 2017 | Đại học Sun Moon | 1–0 | Đại học Gwangju |  |
| 14:00 (UTC+9)       |                  |     |                 |  |

| 18 tháng 3 năm 2017 | Chuncheon FC | 2–0 | Đại học Pai Chai |  |
| 14:00 (UTC+9)       |              |     |                  |  |

| 19 tháng 3 năm 2017 | Cheongju FC | 8–0 | Jesus Hospital |  |
| 14:00 (UTC+9)       |             |     |                |  |

| 19 tháng 3 năm 2017 | Gyeongju Citizen FC | 2–0 | Đại học Quốc gia Pukyong |  |
| 14:00 (UTC+9)       |                     |     |                          |  |

#### Vòng Ba
| 29 tháng 3 năm 2017 | Gangneung City FC | 0–0 (s.h.p.) (5–4 p) | Ansan Greeners FC |  |
| 19:00 (UTC+9)       |                   |                      |                   |  |

| 29 tháng 3 năm 2017 | Paju Citizen FC | 2–2 (s.h.p.) (1–3 p) | Cheongju City FC |  |
| 19:00 (UTC+9)       |                 |                      |                  |  |

| 29 tháng 3 năm 2017 | Chuncheon FC | 1–1 (s.h.p.) (4–2 p) | Đại học Hàn Quốc |  |
| 15:00 (UTC+9)       |              |                      |                  |  |

| 29 tháng 3 năm 2017 | Seongnam FC | 0–0 (s.h.p.) (5–4 p) | Suwon FC |  |
| 19:00 (UTC+9)       |             |                      |          |  |

| 29 tháng 3 năm 2017 | Cheonan City FC | 1–2 | Daejeon Citizen FC |  |
| 19:00 (UTC+9)       |                 |     |                    |  |

| 29 tháng 3 năm 2017 | FC Anyang | 1–0 | Đại học Honam |  |
| 20:00 (UTC+9)       |           |     |               |  |

| 29 tháng 3 năm 2017 | Đại học Yonsei | 1–0 | Đại học Yong In |  |
| 16:00 (UTC+9)       |                |     |                 |  |

| 29 tháng 3 năm 2017 | Asan Mugunghwa FC | 3–0 | Đại học Hanyang |  |
| 19:00 (UTC+9)       |                   |     |                 |  |

| 29 tháng 3 năm 2017 | Yangpyeong FC | 3–1 | Cheongju FC |  |
| 15:00 (UTC+9)       |               |     |             |  |

| 29 tháng 3 năm 2017 | Gyeongju Citizen FC | 1–3 | Đại học Ajou |  |
| 13:00 (UTC+9)       |                     |     |              |  |

| 29 tháng 3 năm 2017 | Jeonju FC | 5–2 | Đại học Chung-Ang |  |
| 14:00 (UTC+9)       |           |     |                   |  |

| 29 tháng 3 năm 2017 | Bucheon FC 1995 | 2–0 | Đại học Quốc gia Incheon |  |
| 19:30 (UTC+9)       |                 |     |                          |  |

| 29 tháng 3 năm 2017 | Hwaseong FC | 0–1 | Gyeongnam FC |  |
| 19:30 (UTC+9)       |             |     |              |  |

| 29 tháng 3 năm 2017 | FC Pocheon | 1–0 | Seoul E-Land FC |  |
| 15:00 (UTC+9)       |            |     |                 |  |

| 29 tháng 3 năm 2017 | Daejeon Korail FC | 1–0 | Yangju Citizen FC |  |
| 19:00 (UTC+9)       |                   |     |                   |  |

| 29 tháng 3 năm 2017 | Busan IPark | 4–0 | Gimpo Citizen FC |  |
| 17:00 (UTC+9)       |             |     |                  |  |

| 29 tháng 3 năm 2017 | Gyeongju KHNP | 4–0 | Đại học Sun Moon |  |
| 19:00 (UTC+9)       |               |     |                  |  |

| 29 tháng 3 năm 2017 | Busan Transportation Corporation FC | 0–1 | Gimhae FC |  |
| 19:00 (UTC+9)       |                                     |     |           |  |

| 29 tháng 3 năm 2017 | Mokpo City FC | 2–0 (s.h.p.) | Changwon FC |  |
| 14:00 (UTC+9)       |               |              |             |  |

| 29 tháng 3 năm 2017 | Đại học Yeungnam | 2–1 (s.h.p.) | Đại học Hongik |  |
| 14:00 (UTC+9)       |                  |              |                |  |

### Vòng Chung kết

#### Vòng 32 đội
| 19 tháng 4 năm 2017 | Gimhae FC | 0–1 | Jeju United | Sân vận động Gimhae |
| 19:30 (UTC+9)       |           |     |             |                     |

| 19 tháng 4 năm 2017 | Jeonnam Dragons | 4–0 | Jeonju FC | Sân vận động bóng đá Gwangyang |
| 19:00 (UTC+9)       |                 |     |           |                                |

| 19 tháng 4 năm 2017 | Gangneung City | 0–1 | Sangju Sangmu | Sân vận động Gangneung |
| 19:00 (UTC+9)       |                |     |               |                        |

| 19 tháng 4 năm 2017 | Seongnam FC | 3–1 | Cheongju City | Khu liên hợp thể thao Tancheon |
| 19:00 (UTC+9)       |             |     |               |                                |

| 19 tháng 4 năm 2017 | Asan Mugunghwa | 2–1 | Đại học Ajou | Sân vận động Lý Thuấn Thần |
| 19:00 (UTC+9)       |                |     |              |                            |

| 19 tháng 4 năm 2017 | Daegu FC | 1–2 | Gyeongnam FC | Sân vận động Daegu |
| 19:00 (UTC+9)       |          |     |              |                    |

| 19 tháng 4 năm 2017 | Mokpo City | 1–0 | Yangpyeong FC | Trung tâm bóng đá quốc tế Mokpo |
| 14:00 (UTC+9)       |            |     |               |                                 |

| 19 tháng 4 năm 2017 | Ulsan Hyundai | 3–1 | Chuncheon FC | Sân vận động bóng đá Ulsan Munsu |
| 19:30 (UTC+9)       |               |     |              |                                  |

| 19 tháng 4 năm 2017 | Incheon United | 0–1 | Suwon Samsung Bluewings | Sân vận động bóng đá Incheon |
| 19:30 (UTC+9)       |                |     |                         |                              |

| 19 tháng 4 năm 2017 | Daejeon Citizen | 2–0 | Đại học Yeungnam | Sân vận động World Cup Daejeon |
| 19:30 (UTC+9)       |                 |     |                  |                                |

| 19 tháng 4 năm 2017 | Busan IPark | 1–0 (s.h.p.) | Pohang Steelers | Sân vận động Busan Gudeok |
| 19:30 (UTC+9)       |             |              |                 |                           |

| 19 tháng 4 năm 2017 | Gangwon FC | 1–0 | Daejeon Korail | Alpensia Ski Jumping Stadium |
| 19:00 (UTC+9)       |            |     |                |                              |

| 19 tháng 4 năm 2017 | Jeonbuk Hyundai Motors | 0–0 (s.h.p.) (2–4 p) | Bucheon FC 1995 | Sân vận động Jeonju |
| 15:00 (UTC+9)       |                        |                      |                 |                     |

| 19 tháng 4 năm 2017 | Gwangju FC | 4–2 (s.h.p.) | Đại học Yonsei | Sân vận động World Cup Gwangju |
| 19:00 (UTC+9)       |            |              |                |                                |

| 19 tháng 4 năm 2017 | FC Seoul | 2–0 | FC Anyang | Sân vận động World Cup Seoul |
| 19:30 (UTC+9)       |          |     |           |                              |

| 19 tháng 4 năm 2017 | FC Pocheon | 2–0 | Gyeongju KHNP | Sân vận động Pocheon |
| 15:00 (UTC+9)       |            |     |               |                      |

#### Vòng 16 đội
| 17 tháng 5 năm 2017 | Bucheon FC 1995 | 0–2      | Sangju Sangmu                           | Sân vận động Bucheon |  |
| 19:30 (UTC+9)       |                 | Chi tiết | Cho Young-cheol 18' · Park Su-chang 69' | Lượng khán giả: 723  |  |

| 17 tháng 5 năm 2017 | Gyeongnam FC | 1–2      | Ulsan Hyundai                       | Trung tâm bóng đá Changwon |  |
| 19:00 (UTC+9)       | Marcão 80'   | Chi tiết | Lee Jong-ho 63' · Park Yong-woo 90' | Lượng khán giả: 672        |  |

| 17 tháng 5 năm 2017 | FC Pocheon | 0–1      | Mokpo City         | Sân vận động Pocheon  |  |
| 15:00 (UTC+9)       |            | Chi tiết | Kim Yeong-wook 67' | Lượng khán giả: 1,562 |  |

| 17 tháng 5 năm 2017 | Daejeon Citizen    | 1–2      | Jeonnam Dragons            | Khu liên hợp thể thao Boeun |  |
| (UTC+9)             | Jang Jun-young 58' | Chi tiết | Feczesin 27' · Jugović 72' | Lượng khán giả: 459         |  |

| 17 tháng 5 năm 2017                                                                                               | FC Seoul | 0–0 (s.h.p.) (7–8 p) | Busan IPark | Sân vận động World Cup Seoul |  |
| 19:00 (UTC+9) |          | Chi tiết |             | Lượng khán giả: 2,456        |  |
| |          | Loạt sút luân lưu |             |                              |  |
| Ko Yo-han · Dejan · Lee Seok-hyun · Yoon Seung-won · Osmar · Ju Se-jong · Kim Won-sik · Sim Sang-min · Yun Il-lok |          | Rômulo · Park Jun-tae · Heo Beom-san · Ku Hyun-jun · Cha Young-hwan · Lukian · Kim Jong-hyuk · Lim You-hwan · Kim Moon-hwan |             |                              |  |

| 17 tháng 5 năm 2017 | Gangwon FC | 0–1      | Seongnam FC | Alpensia Ski Jumping Stadium |  |
| 19:00 (UTC+9)       |            | Chi tiết | Oršulić 67' | Lượng khán giả: 488          |  |

| 17 tháng 5 năm 2017 | Gwangju FC                            | 3–0      | Asan Mugunghwa | Sân vận động World Cup Gwangju |  |
| 19:00 (UTC+9)       | Jo Ju-young 13', 53' · Kim Si-woo 83' | Chi tiết |                | Lượng khán giả: 535            |  |

| 6 tháng 6 năm 2017 | Jeju United | 0–2      | Suwon Samsung Bluewings    | Sân vận động World Cup Jeju |  |
| 19:00 (UTC+9)      |             | Chi tiết | Johnathan 62' · Santos 82' | Lượng khán giả: 799         |  |

#### Tứ kết
| 9 tháng 8 năm 2017 | Ulsan Hyundai                             | 3–1      | Sangju Sangmu     | Sân vận động bóng đá Ulsan Munsu |  |
| 19:30 (UTC+9)      | Subotić 20' · Kim In-sung 56' · Oršić 79' | Chi tiết | Park Su-chang 39' | Lượng khán giả: 1,433            |  |

| 9 tháng 8 năm 2017 | Seongnam FC | 0–3      | Mokpo City                                             | Khu liên hợp thể thao Tancheon |  |
| 20:00 (UTC+9)      |             | Chi tiết | Jung Hun-sung 2' · Lee In-gyu 24' · Kim Yeong-wook 42' | Lượng khán giả: 2.017          |  |

| 9 tháng 8 năm 2017 | Jeonnam Dragons   | 1–3      | Busan IPark                 | Sân vận động bóng đá Gwangyang |  |
| 19:00 (UTC+9)      | Kim Young-wook 9' | Chi tiết | Léo 41' · Choi Seung-in 75' | Lượng khán giả: 859            |  |

| 9 tháng 8 năm 2017 | Suwon Samsung Bluewings | 2–1 (s.h.p.) | Gwangju FC      | Sân vận động World Cup Suwon |  |
| 19:30 (UTC+9)      | Santos 86', 115'        | Chi tiết     | Jo Ju-young 57' | Lượng khán giả: 3,870        |  |

#### Bán kết
| 27 tháng 9 năm 2017 | Ulsan Hyundai   | 1–0      | Mokpo City | Sân vận động bóng đá Ulsan Munsu |  |
| 19:30 (UTC+9)       | Kim In-sung 78' | Chi tiết |            | Lượng khán giả: 1,617            |  |

| 25 tháng 10 năm 2017                                               | Busan IPark       | 1–1 (s.h.p.) (4–2 p)                                | Suwon Samsung Bluewings | Sân vận động Busan Gudeok |  |
| 19:30 (UTC+9)                                                      | Lee Jung-hyup 78' | Chi tiết                                            | Yeom Ki-hun 66' (ph.đ.) | Lượng khán giả: 2,215     |  |
|                                                                    |                   | Loạt sút luân lưu                                   |                         |                           |  |
| Rômulo · Han Ji-ho · Lee Jung-hyup · Cha Young-hwan · Ko Kyung-min |                   | Johnathan · Kim Min-woo · Jo Sung-jin · Kim Eun-sun |                         |                           |  |

#### Chung kết
| 29 tháng 11 năm 2017 | Busan IPark      | 1–2      | Ulsan Hyundai                       | Sân vận động Busan Gudeok                     |  |
| 19:30 (UTC+9)        | Lee Dong-jun 85' | Chi tiết | Kim Seung-jun 20' · Lee Jong-ho 57' | Lượng khán giả: 2,721 Trọng tài: Ko Hyung-jin |  |

| 3 tháng 12 năm 2017 | Ulsan Hyundai | 0–0 (TTS 2–1) | Busan IPark | Sân vận động bóng đá Ulsan Munsu               |  |
| 13:30 (UTC+9)       |               | Chi tiết      |             | Lượng khán giả: 12,562 Trọng tài: Kim Dong-jin |  |